# Редвуд (національний парк)

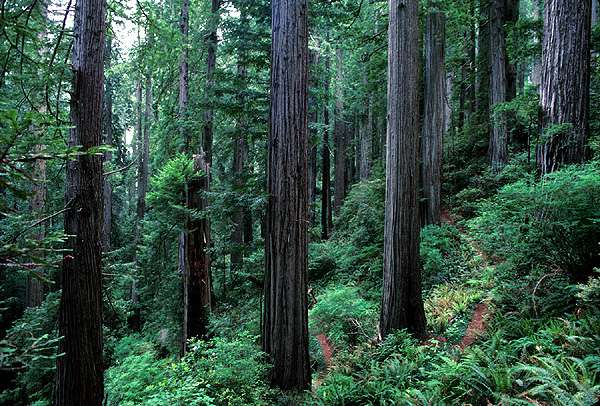
Ліс, в якому відбувались зйомки «Зоряних воєн»

Національний парк «Редвуд» — національний парк в штаті Каліфорнія, США. Розташований на північ від Сан-Франциско.
Створений 2 жовтня 1968 року, коли президент Ліндон Джонсон підписав указ про створення Національного парку «Редвуд» загальною площею 23500 га. До нього увійшли три існуючих парки секвой рівня штату — Джедеді-Сміт, Дель-Норте і Прері-Крік.
Парк покритий давніми лісами секвої. Ці дерева є однією з найвищих і масивних порід дерев на Землі. Крім лісів секвої, парки зберігають споконвічну флору і фауну цих місць, пасовища прерій, культурні ресурси, частини річок і струмків, а також 60 км незайманої берегової лінії.

## Історія
У 1850 році старий секвойний ліс займав більше 2000000 акрів (8100 кв км) узбережжя Каліфорнії. Північна частина цієї області, спочатку заселена корінними американцями, зазнала навали лісорубів та золотошукачів, які під час золотої лихоманки прийшли до регіону. Зазнавши невдачі в золотошуканні, ці люди навернулися до вирубки гігантських дерев задля пришвидшення промислового розвитку Сан-Франциско та інших районів Західного Узбережжя США.
Після багатьох десятиліть неконтрольованого вирубування розпочалися процеси, націлені на збереження лісу. У 1920-ті роки робота ЛІги за збереження секвой (англ.  Save-the-Redwoods League), заснованої 1918 року заради збереження старих секвой, дала результат: були засновані парки Джедеді-Сміт, Дель-Норте і Прері-Крік. У 1978 році Конгрес ухвалив рішення розширити площу національного парку ще на 19400 га.

## Цікаві факти
Саме парку «Редвуд» зобов'язана своїм ландшафтом планета Ендор з «Зоряних воєн» — тут проходила значна частина зйомок заключного епізоду оригінальної трилогії.